# Pouvoir constitué
Pouvoir constitué ist ein aus dem Französischen entlehnter staatsrechtlicher und politikwissenschaftlicher Fachbegriff und bedeutet konstituierte oder verfasste Gewalt, womit die an eine Verfassung gebundene Staatsgewalt gemeint ist. Pouvoir constitué meint „Staatsgewalt im gewaltenteilenden Verfassungsstaat“.
Die verfasste Staatsgewalt unterliegt den entsprechenden Vorgaben durch den pouvoir constituant. Verfassungsänderungen im Rahmen der bestehenden Ordnung sind damit Sache des pouvoir constitué in den genannten Grenzen.

## Legitimierung derverfassten Staatsgewaltdurch dieverfassunggebende Gewalt
Die Begriffe pouvoir constitué und pouvoir constituant wurden von dem Staatsmann Abbé Sieyès durch sein 1789 zu Beginn der Französischen Revolution erschienenes politisches Pamphlet Qu’est-ce que le tiers état? (Was ist der Dritte Stand?) in die verfassungstheoretische Diskussion eingebracht. Im Zeitalter der Aufklärung setzte sich die staatsphilosophische Doktrin der Volkssouveränität – populus est rex („das Volk ist König“) – immer mehr durch, wonach „alle Staatsgewalt vom Volke ausgehe“: diese Formel fand als Artikel 20 Absatz 2 Eingang ins Grundgesetz. Nach diesem demokratischen Legitimitätsprinzip besitzt das Volk als Souverän die verfassunggebende Gewalt, den pouvoir constituant; das Volk gibt und trägt die Verfassung (frz. constitution). Die Verfassung konstituiert die Staatsgewalt, den pouvoir constitué:
„Das Volk als pouvoir constituant gibt sich eine Verfassung. Dadurch erst entsteht der pouvoir constitué, die verfaßte Staatsgewalt. Diese existiert außerhalb der Verfassung nicht und ist an sie unbedingt gebunden. Eine Befugnis zur Verfassungsänderung hat sie nur, soweit sie dazu vom Volk eine besondere Ermächtigung erhalten hat.“

## Diepouvoirs constituésim gewaltenteilenden Verfassungsstaat
Mit der konstituierten Gewalt sind die Organe und Instanzen gemeint, die durch den pouvoir constituant im Wege der Verfassunggebung geschaffen worden sind. In freiheitlich-demokratischen Verfassungsstaaten ist die konstituierte Staatsgewalt zum Zwecke der Machtbegrenzung nach dem rechtsstaatlichen Prinzip der Gewaltenteilung organisiert und auf getrennte Staatsorgane verteilt, nämlich auf Legislative, Exekutive und Judikative.
Deshalb spricht man auch pluralisch von den „verfassten Gewalten“, eben von pouvoirs constitués (au pluriel, im Plural!):
„Alle verfaßten Gewalten sind durch die Verfassungsgebende Gewalt konstituiert, legitimiert und folglich auch beschränkt, welche ihnen ihre Kompetenzen und Funktionen geben und wieder nehmen kann. Der pouvoir constituant kann deshalb seinerseits nicht durch den pouvoir constitué ermächtigt, geschweige denn beschränkt werden, ist er doch dessen Geltungsgrund als sein Schöpfer und ‚Herr‘.“

## Die konstituierte Staatsgewalt als Verfassungsänderer
Konstituierte Staatsgewalten haben ihren Ursprung in der Verfassung und sind an sie, die höchste Norm – „das Gesetz der Gesetze“ – gebunden. Im Akt der originären Verfassungsgebung kann das Volk jedoch gleichzeitig das Recht zur Änderung der Verfassung auf Organe der konstituierten Staatsgewalt übertragen, indem es diese Möglichkeit der Revision in der Verfassung selbst vorsieht und verankert. Durch diese Bevollmächtigung entsteht eine abgeleitete, konstituierte verfassunggebende Gewalt, ein pouvoir constituant constitué, nämlich die verfassungsändernde Gewalt. In den meisten Verfassungsstaaten erlaubt die Verfassung ihre Änderung nur unter erheblich erschwerten Bedingungen. Solche Teilrevisionen, welche im Rahmen der Normen einer bestehenden Verfassungsordnung durchgeführt werden – sei es durch das Parlament oder sei es durch Volksentscheide –, sind insofern Elemente der konstituierten Staatsgewalt, des pouvoir constitué, denn:
„[Die ‚verfassungsändernde Gewalt‘] ist konstituierte Gewalt, weil sie auf der Verfassung beruht und durch die Verfassung gebunden wird; sie ist aber bis zu einem gewissen Grad auch konstituierende Gewalt, weil sie die Verfassung (die Konstitution) ändert und damit zur Grundlage und zum Maßstab der Gesetzgebung wird. Der doppelte Bezug – konstituiert und konstituierend – kommt in der auf G. Burdeau zurückgehenden Bezeichnung pouvoir constituant constitué oder pouvoir constituant institué (im Unterschied zum pouvoir constituant originaire) zum Ausdruck.“
Im Gegensatz zur Diskontinuität einer revolutionären Verfassungsneugebung (Totalrevision) – z. B. über eine Verfassunggebende Versammlung –, in der sich der originäre pouvoir constituant des Volkes gleichsam vulkanisch-eruptiv in einem historisch bedeutsamen Augenblick manifestiert, vollziehen sich Verfassungsänderungen durch den Gesetzgeber des pouvoir constitué im Rahmen der Verfassungskontinuität und sind lediglich Partialrevisionen. Die originäre verfassunggebende Gewalt des Volkes bleibt davon unberührt und kann gegebenenfalls eine (revolutionäre) Totalrevision der Verfassung durchführen:
„Die Verfassungsgebung durch die Verfassungsgebende Gewalt läßt sich deshalb nicht mit der Verfassungsgesetzgebung durch die verfaßten Gewalten identifizieren und keineswegs auf diese reduzieren; darum kann sie auch nicht an die Grenzen der Verfassungsänderung gebunden werden.“